# Jang Ji-won
Jang Ji-won (koreanisch 장지원; * 30. August 1979) ist eine südkoreanische Taekwondoin und Olympiasiegerin. Sie startete in der olympischen Gewichtsklasse bis 57 Kilogramm.

## Karriere
Jang Ji-won erzielte ihren ersten großen internationalen Titelgewinn im Jahr 2000 in Hongkong mit dem Gewinn der Asienmeisterschaft in der Klasse bis 59 Kilogramm. Im Jahr darauf besiegte sie bei der Weltmeisterschaft in Jeju in derselben Gewichtsklasse nach drei Auftakterfolgen im Halbfinale Sonia Reyes mit 9:7, ehe sie im Finale Iridia Salazar mit 5:2 bezwang.
2003 gelang ihr die Qualifikation für die Olympischen Spiele 2004 in Athen. In der Klasse bis 57 Kilogramm traf sie nach zwei Siegen im Halbfinale wieder auf Iridia Salazar und gewann den Kampf mit 2:1. Mit demselben Ergebnis besiegte sie im Finale Nia Abdallah und wurde damit Olympiasiegerin.